# Theo Scholten (Architekt)
Theo Scholten, auch Theodor Scholten, († 1981) war ein deutscher Architekt, der vorrangig in Oberhausen und Bergisch Gladbach wirkte.

## Arbeiten und Entwürfe

### Kirchen

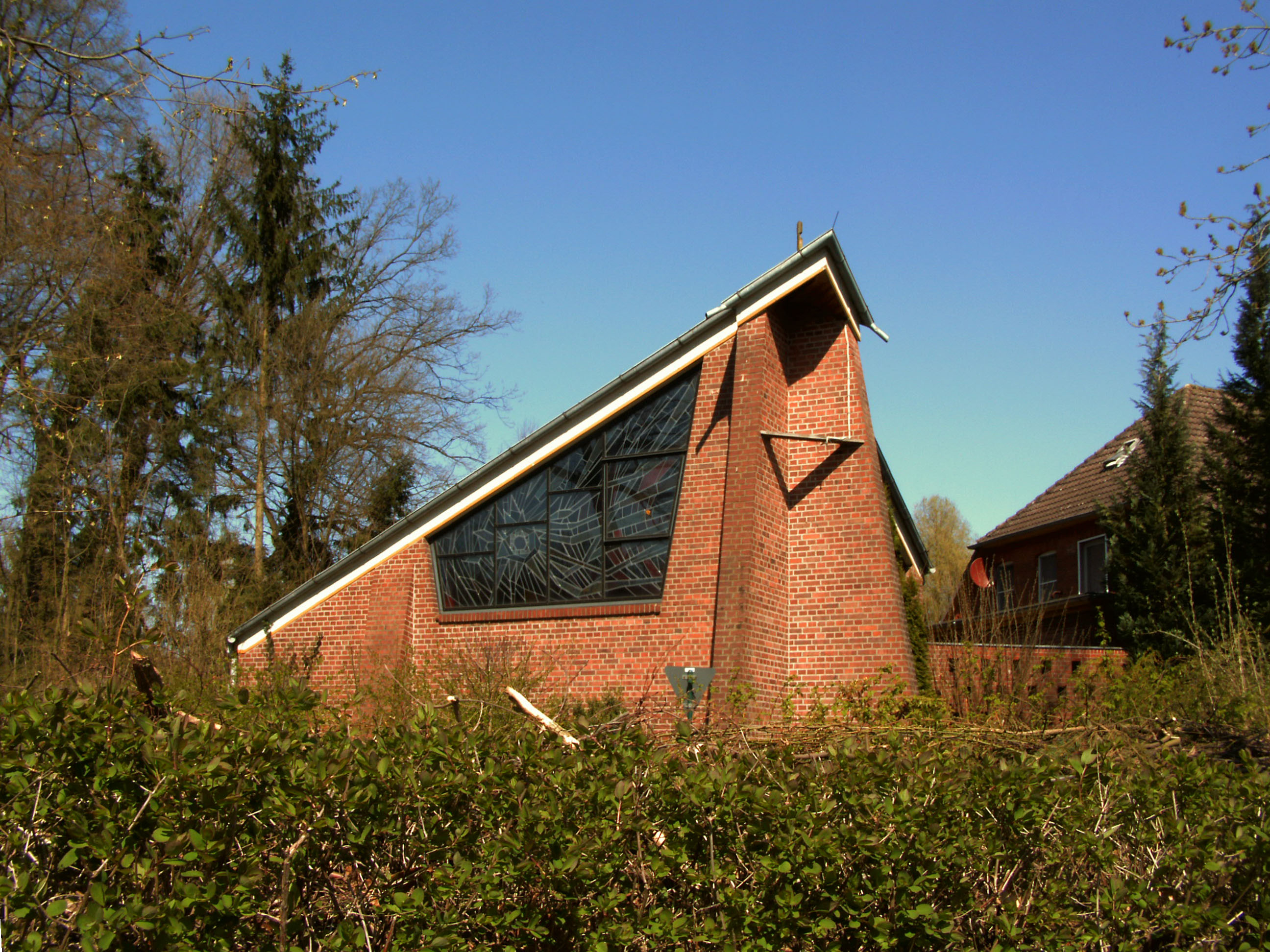
Maria-Rast-Kirche in Holxen (1958)

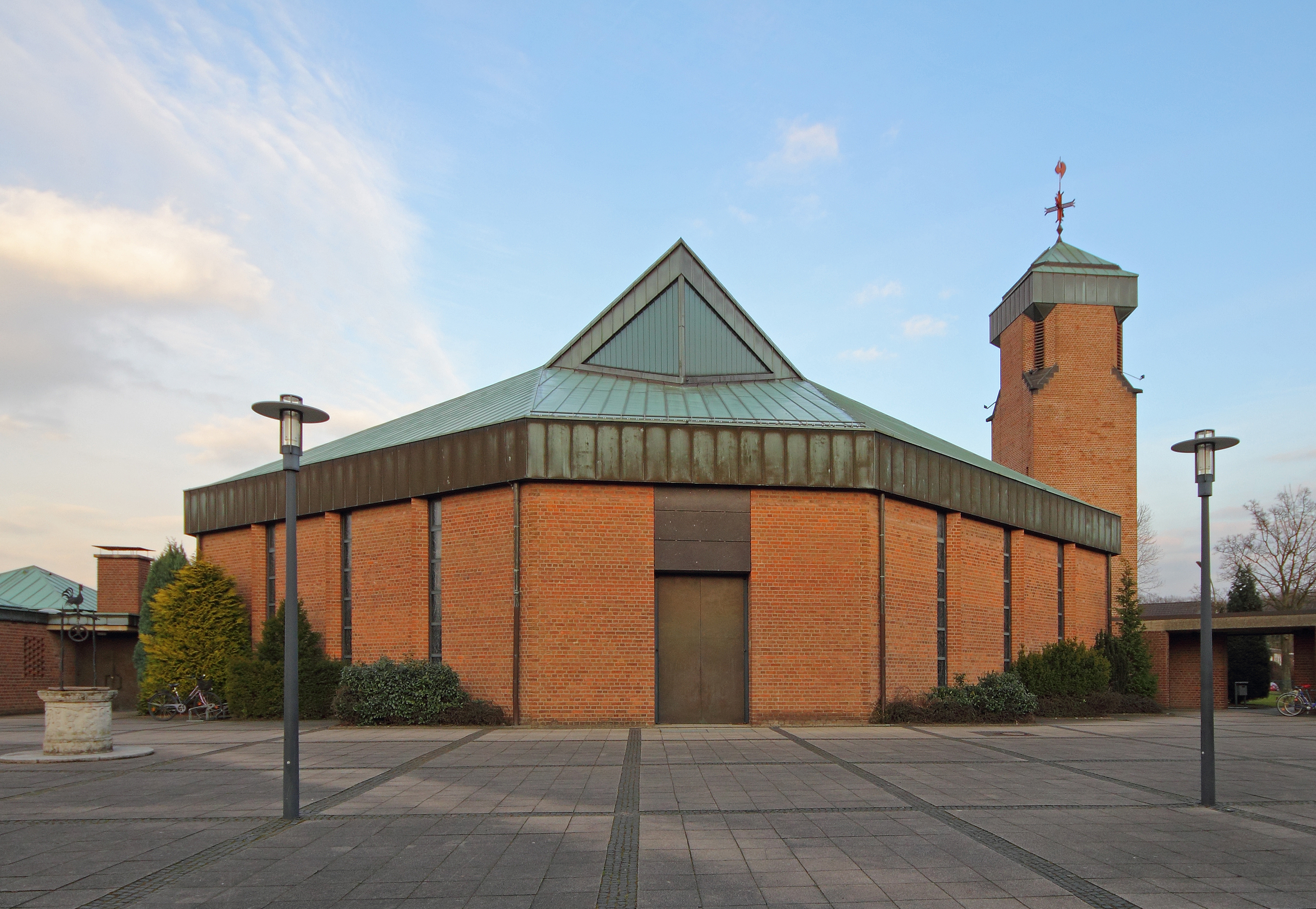
St. Franziskus in Steinbüchel (1978–1980)

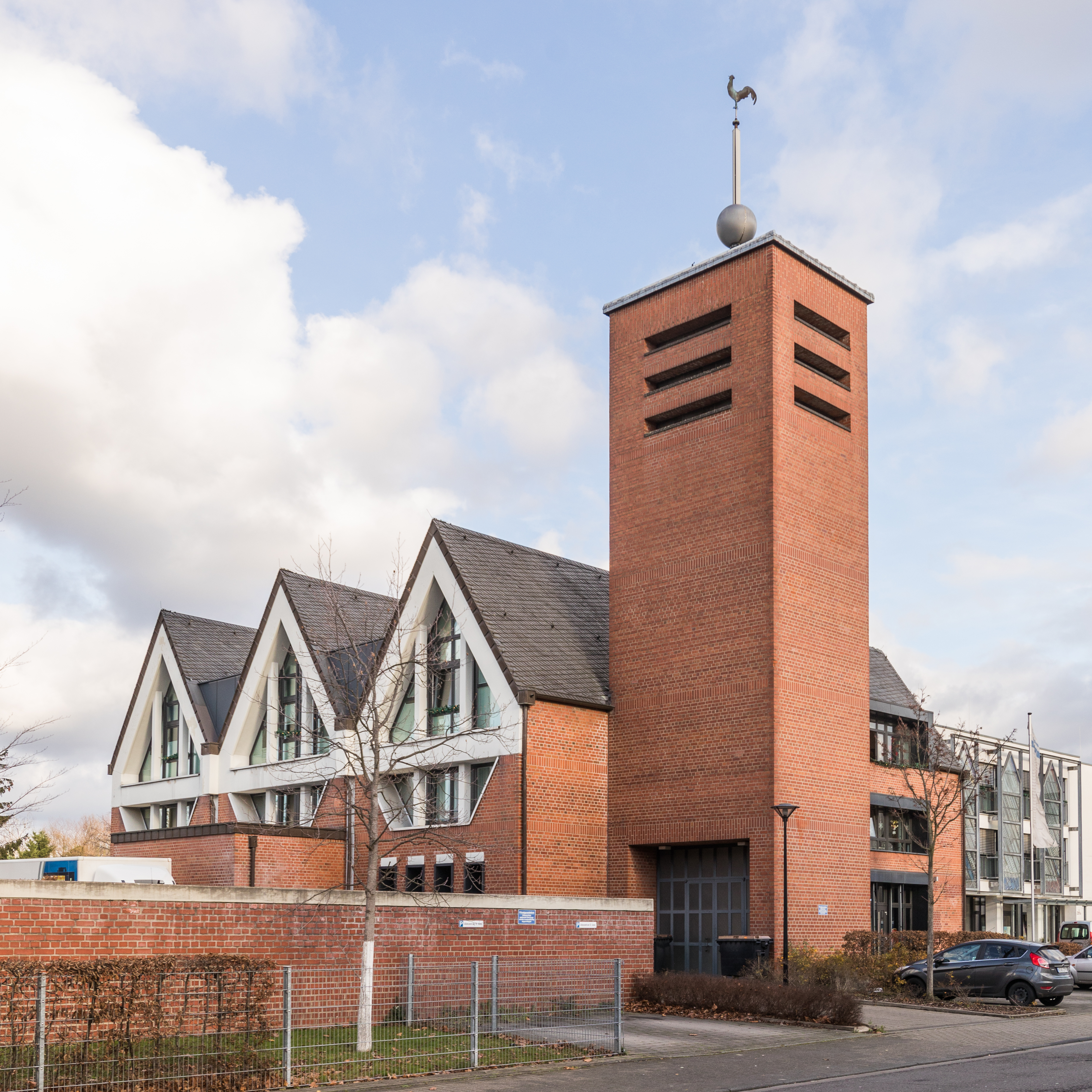
St. Anno, nach Umnutzung zu Altenwohnungen, 2020

- 1953–1954: Beseitigung der Kriegsschäden an der Kirche St. Agnes in Angermund[1]
- 1958: Katholische Maria-Rast-Kirche in Holxen
- 1960–1961: Katholische Heilig-Geist-Kirche in Benefeld
- 1960–1961: Katholische St.-Bonifatius-Kirche in Bad Bodenteich[2]
- 1961–1963: Langhaus als Erweiterungsbau der katholischen Pfarrkirche St. Bartholämus in Hösel
- 1962–1963: Umbau der Marienkirche in Walsrode[3]
- 1965–1966: Katholische Herz-Jesu-Kirche in Visselhövede
- 1966–1967: Katholische Liebfrauenkirche in Münchehagen (2009 profaniert)[4]
- 1966–1969: Katholisches Pfarrzentrum St. Rochus in Overath-Heiligenhaus[5]
- 1967: Katholische Mariä-Heimsuchung-Kirche in Ebstorf
- 1967: Erweiterung und Umbau der katholischen Marienkirche in Remscheid, Wilhelmstraße 20
- 1968: Katholische Kirche St. Hildegard in Oberhausen[6] (2008 abgebrochen)[7]
- 1970–1974: Renovierung der katholischen Pfarrkirche St. Evergislus in Bornheim-Brenig[8]
- 1971: Renovierung der katholischen Pfarrkirche St. Josef in Langenfeld-Immigrath[9]
- 1972–1974: Katholische Kirche St. Sebastian in Roisdorf[10] (auf Scholtens Empfehlung Fenstergestaltung durch den Glasmaler Wilhelm Buschulte)[11]
- 1974–1975: Katholische Kirche St. Anno in Köln-Holweide[12] (am 31. Dezember 2006 profaniert, ab 2007 umgenutzt zu Altenwohnungen[13])
- 1978–1980: Katholische Kirche St. Franziskus in Leverkusen-Steinbüchel[14]

### Profanbauten
- 1962 veröffentlicht: Wohnhaus in Oberhausen[15]

## Schriften
- Die neue St. Annokirche. Steine können doch reden. In: Festschrift zur hl. Weihe der St. Anno-Kirche durch den Herrn Erzbischof Joseph Kardinal Höffner unter anderem mit einem Geleitwort von Pfarrer Joseph Weber am 28. September 1975 – Köln Holweide. Köln 1975.
- Bauen. Spiegel der Gesinnung. Rückblick auf meine 25jährige Tätigkeit als Architekt BDA. Bergisch Gladbach 1981.